# برایان هالند
برایان هالند (انگلیسی: Brian Holland؛ زادهٔ ۱۵ فوریهٔ ۱۹۴۱) یک خواننده، و آهنگساز اهل ایالات متحده آمریکا است.